# 이시가키 유마
이시가키 유마(石垣 佑磨, 1982년 8월 28일~ )는 일본 도쿄도 출신 배우이다.
기후현에서 태어나 도쿄 도 네리마구에서 자랐으며, 소속사는 호리프로이다. 동생 이시가키 다이스케는 자니즈 주니어이다.
2000년, 호리프로의 《21세기 무비스타 오디션》에서 준 그랑프리를 수상하며 연예계 생활을 시작했다.

## 출연작

### 드라마
- 2000년 《전설의 교사》
- 2002년 《고쿠센》
  - 2003년 《고쿠센 3학년 D반 졸업 스페셜》
- 2003년 《워터보이즈》
- 2003년 《양키 모교로 돌아오다》
- 2004년 《란포R》
- 2004년 《에이스를 노려라!》
- 2004년 《기묘한 이야기 가을 특별편 - 열어줘》
- 2005년 《H2》
- 2005년 《홀리랜드》 카미시로 유 역(주연)
- 2005년 《엔진》
- 2005년 《가지마! 료마》 사카모토 료마 역(주연)
- 2006년 《야왕》
- 2006년 《시모키타 선데이즈》
- 2007년 《아사쿠사 후쿠마루 여관》
- 2007년 《아름다운 그대에게》 텐노지 메구미 역
- 2007년 《아사쿠사 후쿠마루 여관 2》
- 2009년 《러브 게임》
- 2009년 《BOSS》
- 2011년 《돈키호테》
- 2012년 《파트너》

### 영화
- 2000년 《가면학원》
- 2003년 《러버스 키스》
- 2003년 《소녀검객 아즈미 대혈전》
- 2003년 《배틀 로얄 2》
- 2005년 《소녀검객 아즈미 대혈전 2》
- 2009년 《고쿠센 더 무비》
- 2010년 《13인의 자객》 - 히구치 겐나이 역
- 2011년 《하드 로맨티커》
- 2012년 《백자의 사람: 조선의 흙이 되다》